# 소림신방
"소림신방"(少林新房)은 한국에서 제작된 고응호 감독의 1982년 영화이다. 강태기 등이 주연으로 출연하였고 정창화 등이 제작에 참여하였다.

## 출연

### 주연
- 강태기
- 김선희
- 이종만
- 김하림

## 기타
- 조명: 김윤덕
- 녹음: 이재웅